# پایگاه هوایی اوکراینکا
پایگاه هوایی اوکراینکا (به انگلیسی: Ukrainka (air base)) یک فرودگاه نظامی است که یک باند فرود بتن دارد و طول باند آن ۳۵۰۰ متر است. این فرودگاه در کشور اوکراین قرار دارد و در ارتفاع ۲۳۵ متری از سطح دریا واقع شده است.